# Fezolinetant
Fezolinetant es un medicamento indicado en el tratamiento de los síntomas vasomotores (sofocos) moderados o graves causados por la menopausia. Su uso fue aprobado por la Administración de Alimentos y Medicamentos de Estados Unidos (FDA) en mayo de 2023 y por la Agencia Europea de Medicamentos en diciembre de 2023. Actúa mediante una acción antagonista sobre los receptores de la neurocinina 3 (NK3). Las neurocininas son neuropéptidos de mamífero que pertenecen a la familia de las taquicininas y actúan como neurotransmisor, tanto en los nervios periféricos como en el sistema nervioso central.

## Mecanismo de acción
El centro termorregulador del hipotálamo es estimulado por la activación del receptor de neuroquinina 3 (NK3R) e inhibido por los estrógenos. Este equilibrio se altera en la menopausia y provoca la aparición de síntomas vasomotores
El fezolinetant actúa como antagonista del receptor de neuroquinina 3 (NK3). Bloquea la unión de la neuroquinina B en la neurona actuando de esta forma sobre el centro termorregulador del hipotálamo. El fármaco provoca una disminución transitoria de los niveles sanguíneos de hormona luteinizante (HL), sin que se detecten alteraciones en los niveles circulantes de hormona foliculoestimulante (FSH), testosterona y estrógenos.
El receptor NK3R se expresa principalmente en el sistema nervioso central, en menor medida también en otros órganos como el intestino, la vejiga urinaria y el aparato reproductor. En el origen de los síntomas vasomotores que se producen en la  menopausia está implicada la vía de señalización de la neuroquinina B (NKB), cuya regulación se ve alterada,  provocando la activación de determinadas neuronas situadas en el centro termorregulador del hipotálamo.

## Efectos secundarios
Los efectos secundarios observados con más frecuencia son insomnio, diarrea, dolor abdominal, dolor de espalda y elevación de transaminasas hepáticas.

## Posología y forma de administración
La dosis recomendada habitualmente es 45 mg una vez al día administrada por vía oral.

## Contraindicaciones
No debe ser utilizado por pacientes afectos de cirrosis hepática, insuficiencia hepática e insuficiencia renal moderada o grave.